# Hagsätraskogens naturreservat
Hagsätraskogen är ett naturreservat i stadsdelen Hagsätra i södra Stockholm. Reservatet omfattar 31 hektar och inrättades 2021, det var då  Stockholms elfte naturreservat. Markägare är Stockholms kommun.

## Beskrivning

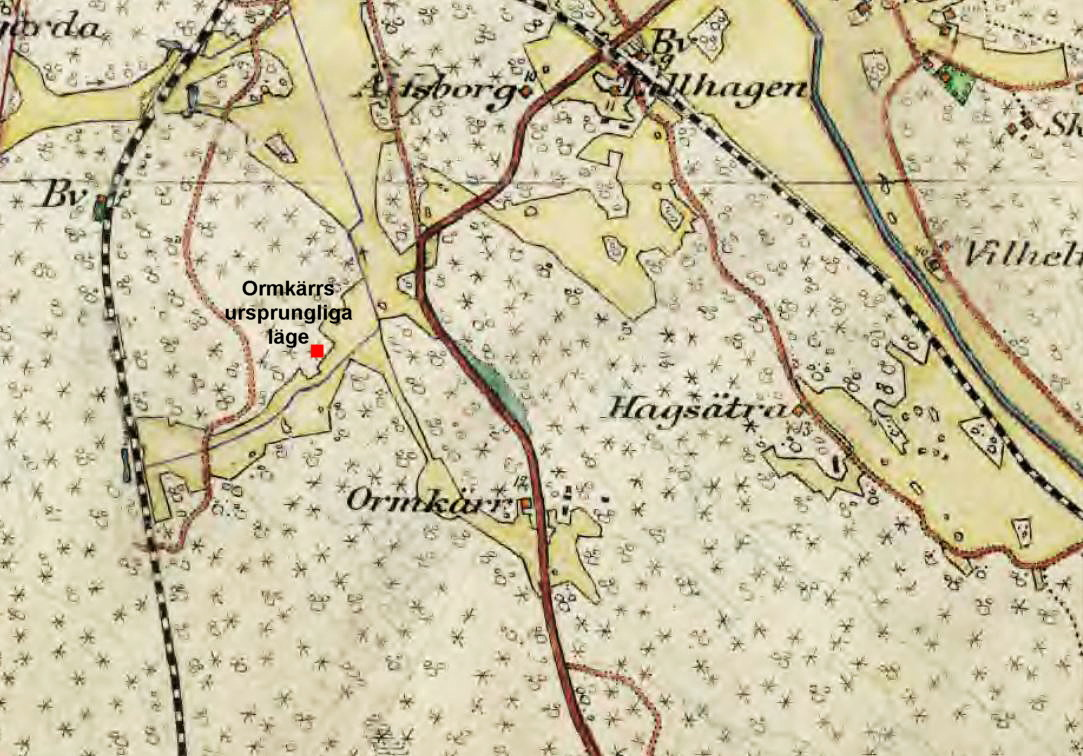
Torpet Ormkärr 1901.

Hagsätraskogens naturreservat begränsas i norr av Älvsjö industriområde, i öster av Huddingevägen och bostadsområdet Ormkärr och i väster av Västra stambanans spårområde där Älvsjöskogens naturreservat ansluter. Längst i söder övergår Hagsätraskogen i Rågsveds naturreservat. På 1960-talet avsattes en del av området till Salemsleden, en trafikled med motorvägsstandard som skulle sammankoppla Huddingevägen med Södertörnsleden. I en detaljplan från juli 1987 föreslogs att bevara marken som rekreationsområde och trafikreservatet slopades.
Reservatets centrala delar domineras av ett dalstråk med öppen gräsmark som tidigare varit jordbruksmark tillhörande torpet Ormkärr. Stället finns omnämnt redan 1617 och var ett av flera torp som lydde under Älvsjö gård. Än idag framträder torpets gamla åkermarker så som de redovisas på äldre kartor tillbaka till 1700-talets början. Lämningar efter den äldre torparmiljön kvarstår även i form av stengrunder, ett röjningsröse, kulturväxter och spår av åkermark vars gränser markerades med åkerdiken.
Genom stråket sträcker sig Ormkärrsbäcken som bilder meander. I den västra delen finns den i anslutning till bäcken år 2012 anlagda Ormkärrsdammen för groddjur. Tallskogen på höjderna kallas ibland även Ormkärrsskogen. Den har troligen varit undantagen från modernt skogsbruk vilket har bidragit till skogens orörda karaktär, träden har olika ålder och det finns mycket död ved. Olika fågelarter kan ses i tallskogen, bland annat tofsmes, spillkråka och duvhök. Högsta punkt ligger 58 meter över havet.

## Naturreservatets syfte
Syftet med Hagsätraskogens naturreservat är bland annat:
- att skydda och för friluftsliv och annan utomhusrekreation utveckla naturområdet som mötesplats samt med upplevelsevärden i form av skogskänsla, naturupplevelser, motion och lek.
- att skydda och för biologisk mångfald utveckla områdets funktion som ekologiskt kärnområde för växter och djur, med fokus på äldre ekar, barrskogens grova gamla träd, värdefulla våtmarker, öppen gräsmark och skyddsvärda arter.
- att skydda och framhäva kulturhistoriska spår i landskapet.

## Bilder

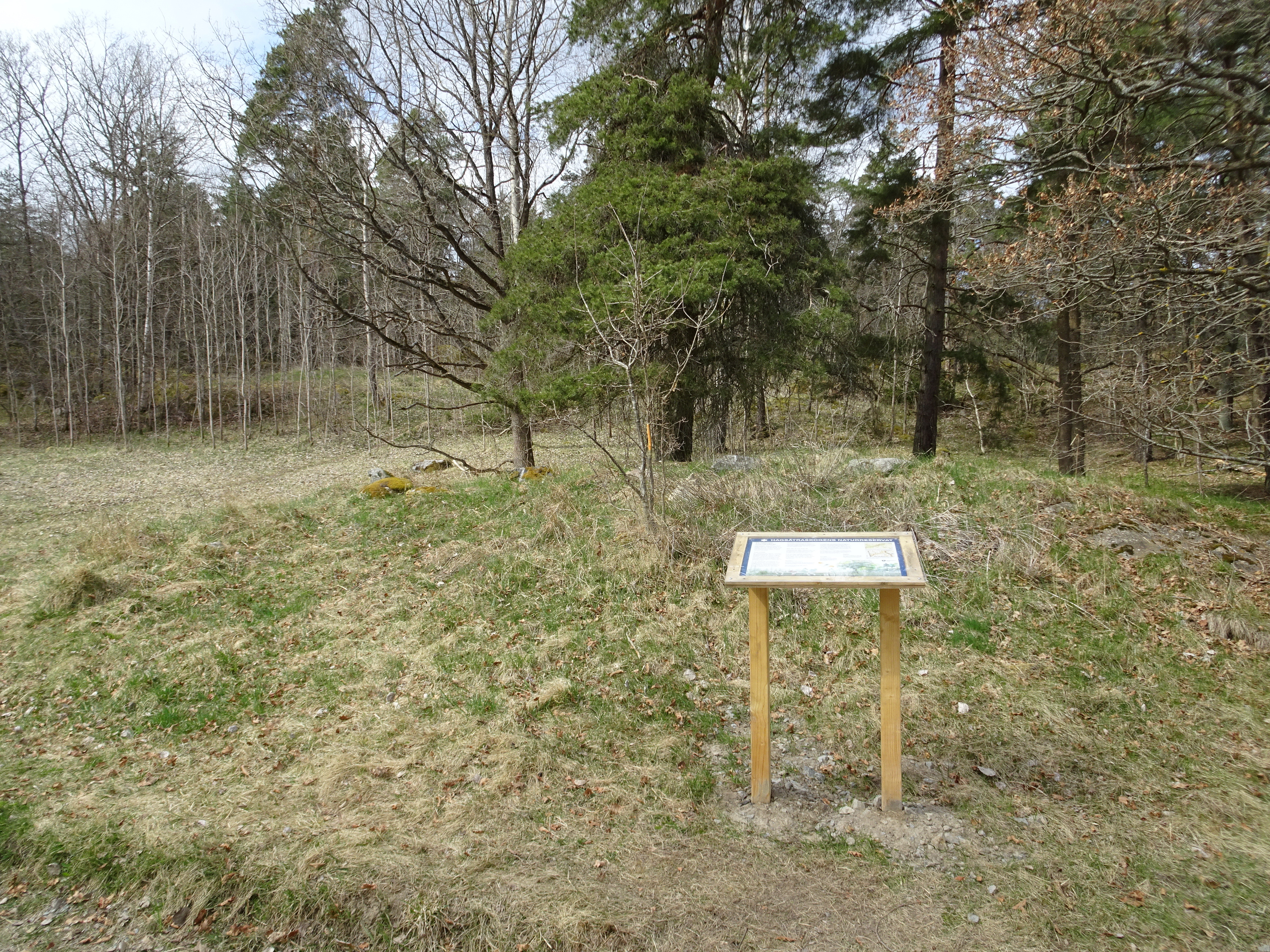
Platsen för torpet Ormkärr.
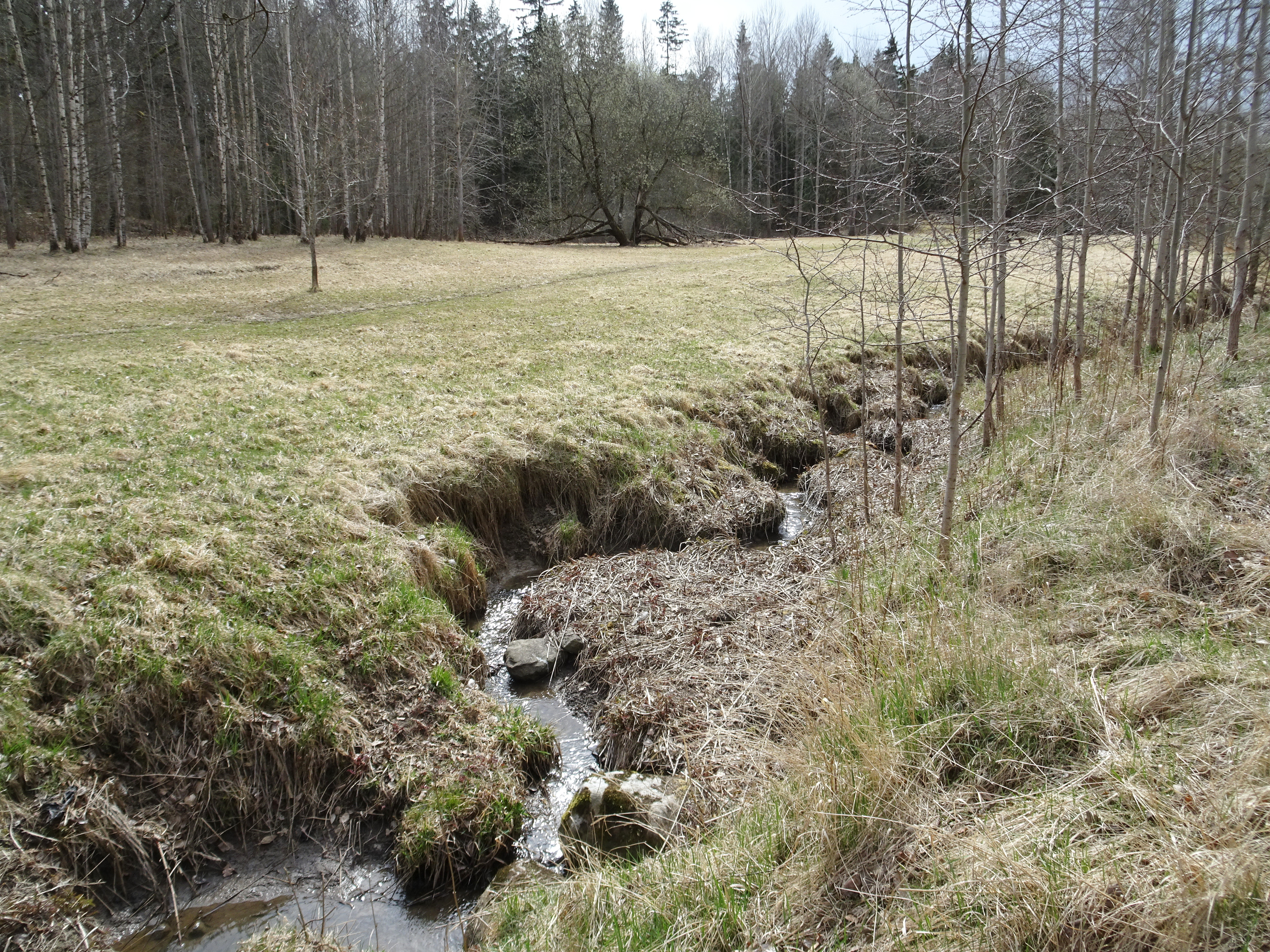
Dalgången med Ormkärrsbäcken.
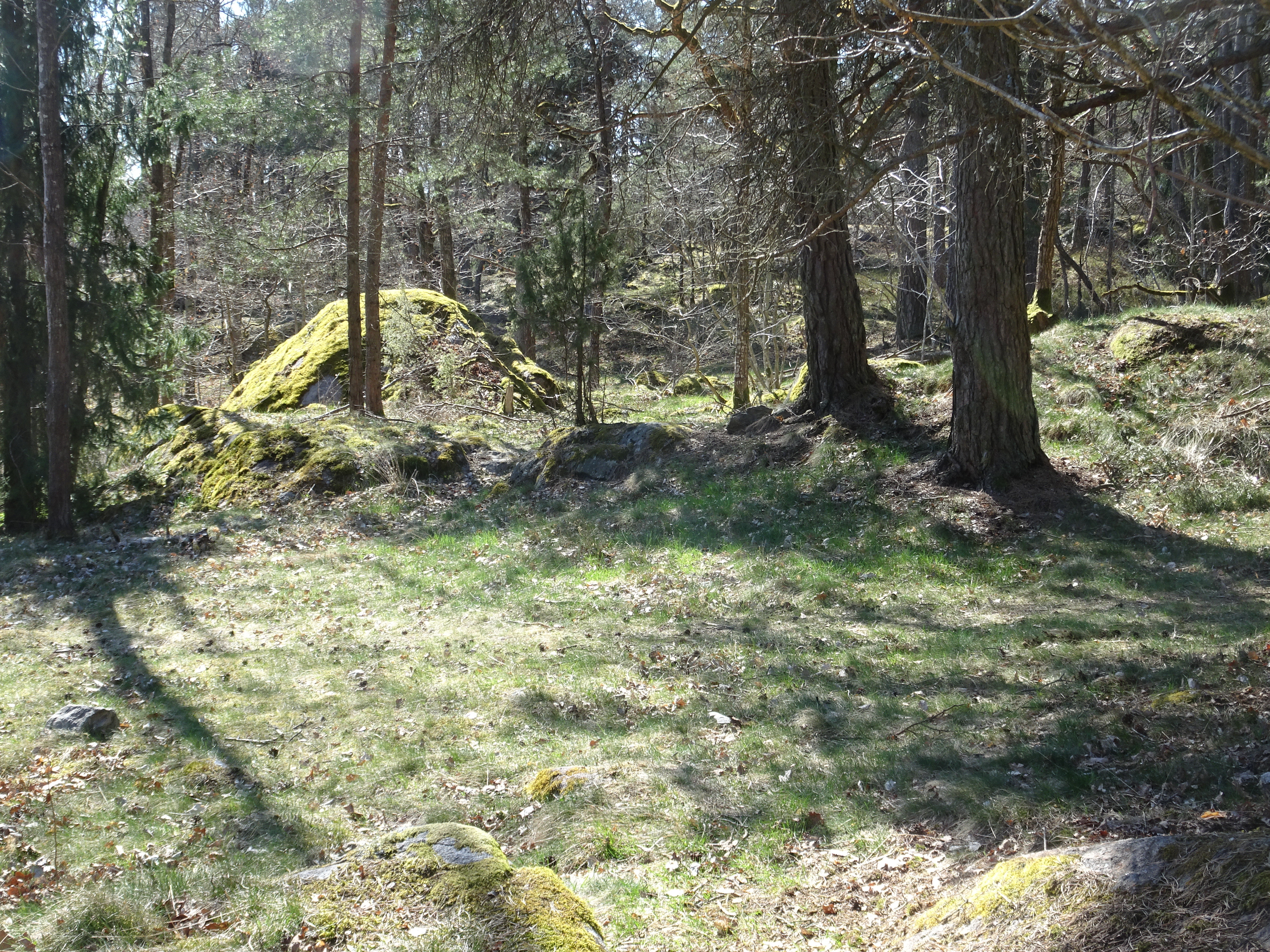
Skogen.
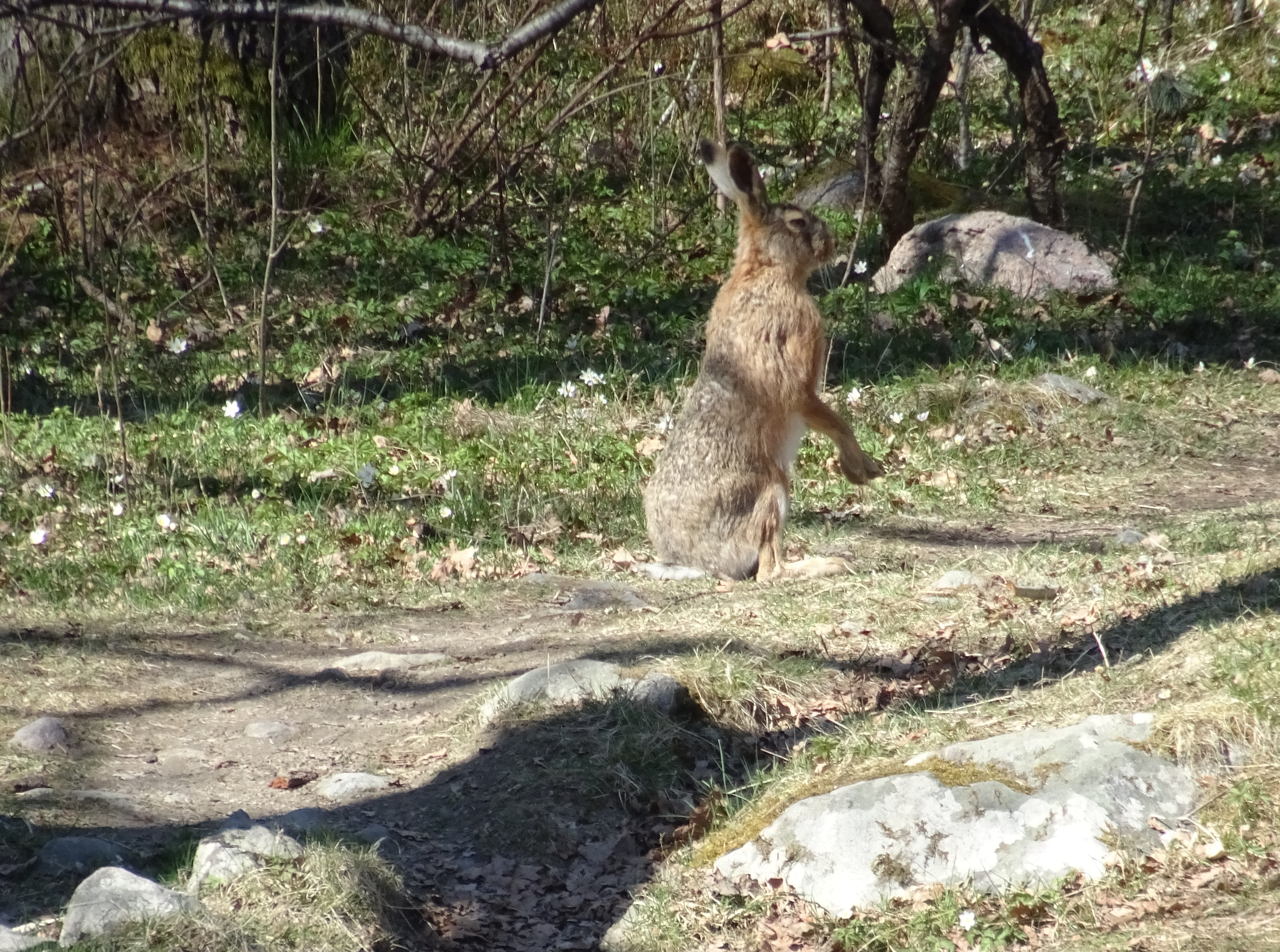
En hare i skogen.